# Storicricha
Genre
Storicricha est un genre de coléoptères de la famille des Ptiliidae.

## Publication originale
- (en) Colin Johnson, « Revision of Sri Lankaan Acrotrichines (Coleoptera: Ptiliidae) », Revue suisse de zoologie, MHNG, vol. 95,‎ 1988, p. 257–275 (ISSN 0035-418X, DOI 10.5962/BHL.PART.79651, lire en ligne).